# Mitrasacme alsinoides
Mitrasacme alsinoides är en tvåhjärtbladig växtart som beskrevs av Robert Brown. Mitrasacme alsinoides ingår i släktet Mitrasacme och familjen Loganiaceae. Inga underarter finns listade i Catalogue of Life.